# 圣依撒伯尔大贝居安会院
圣依撒伯尔大贝居安会院（荷蘭語：Groot Begijnhof Sint-Elisabeth）是一座位于比利时根特的贝居安会院，是根特的三座贝居安会院之一。该会院以匈牙利的依撒伯尔而得名。

## 位置

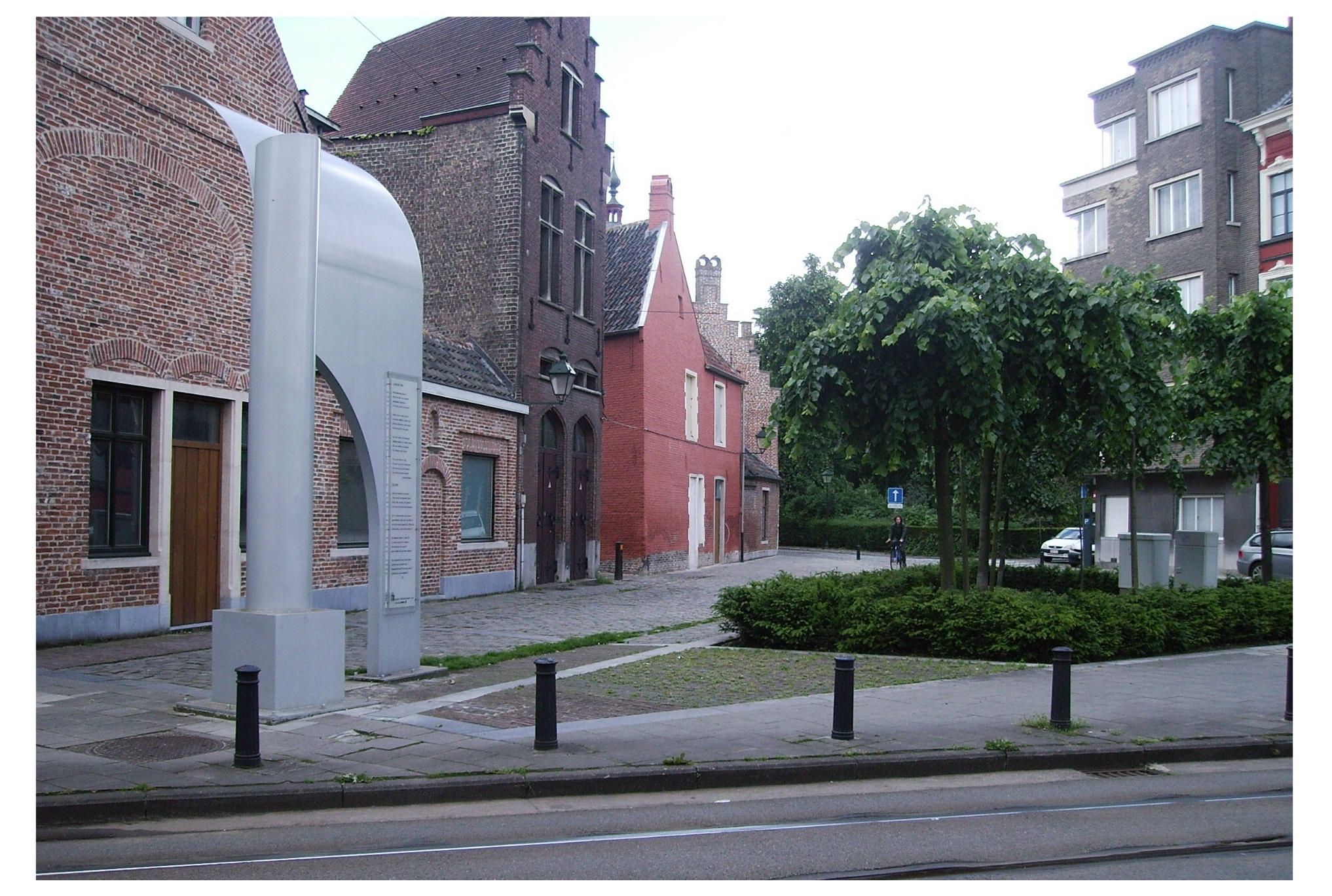
自Burgstraat到会院的大门

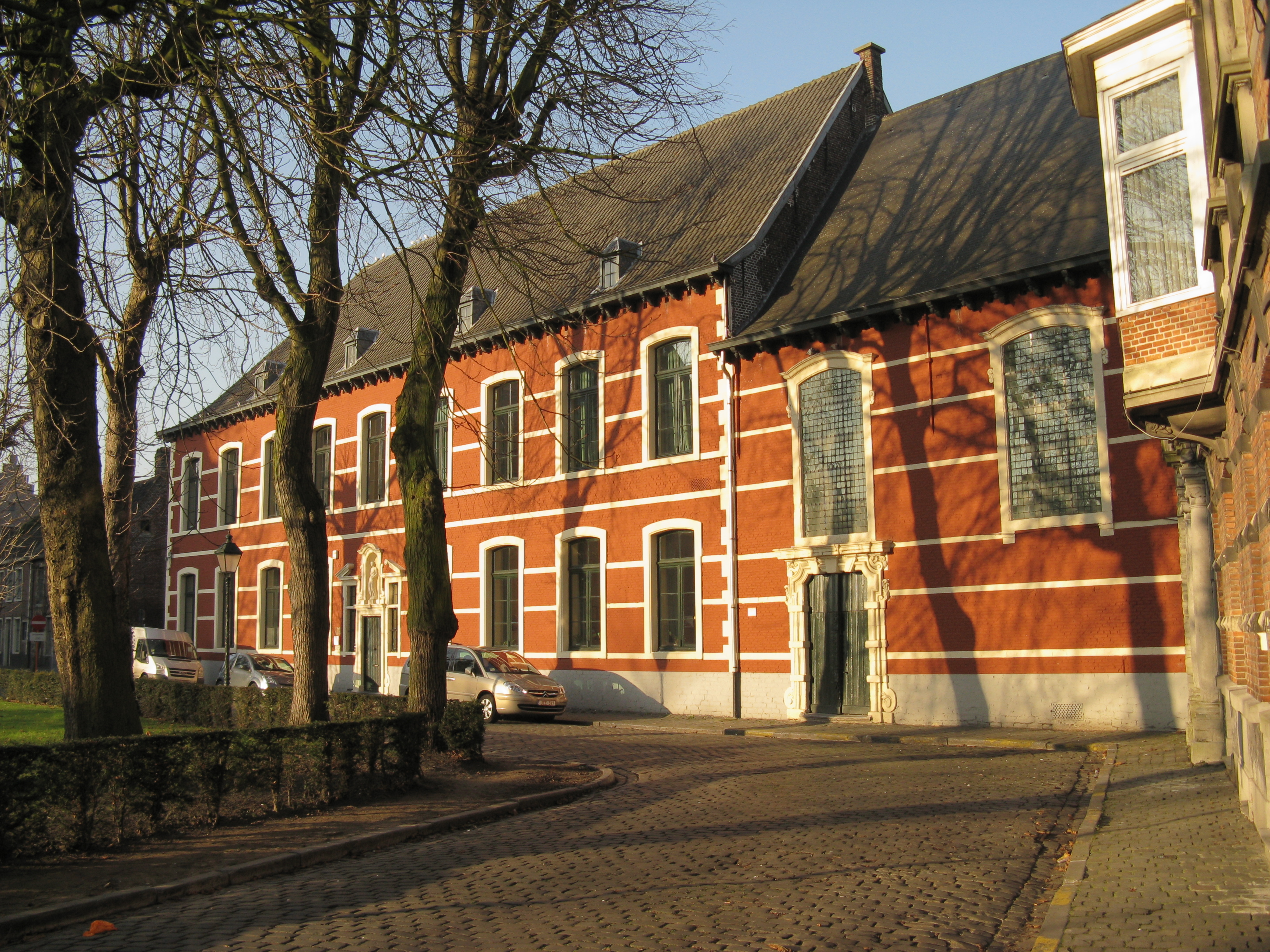
会院的"Groothuis"和"Infirmerie"，如今是小学 De Muze